# Kp4
Kp4 – parowóz przeznaczony do pracy na liniach wąskotorowych, budowany w Polsce w latach 1950–1959, głównie na eksport, według dokumentacji radzieckiego typu P24.

## Historia
Po II wojnie światowej ZSRR potrzebował dużych ilości parowozów do odbudowy kraju i z tej przyczyny, oprócz własnej produkcji, złożył znaczne zamówienia w fabrykach zagranicznych. Między innymi dotyczyły one lokomotyw wąskotorowych na tor o szerokości 750 mm dla kolei przemysłowych i leśnych, opartych na dokumentacji radzieckiego typu P24 (П24) opracowanego w fabryce w Kołomnie w 1941 jako następca lokomotyw nieudanej serii 159. Dzięki małemu naciskowi na oś – 4 tony, lokomotywy te mogły być wykorzystywane na większości szlaków. Najliczniejszą grupę parowozów tej serii stanowiły lokomotywy produkowane w Polsce o oznaczeniu Kp4 (ros. Кп4, właściwie Кп4), gdzie „p” oznaczało Polskę. W latach 1950–1957 zbudowano ich 790 w Fabloku w Chrzanowie, z tego wszystkie, poza 14 nieprzyjętymi przez odbiorcę, trafiły do ZSRR. Ponadto 87 parowozów, przystosowanych do szerokości toru 762 mm, wyprodukowano w latach 1951–1959 dla Chin, z czego część trafiła do Korei Północnej.
W Polsce były użytkowane nieliczne Kp4 na kolejach leśnych i przemysłowych, m.in. sześć na kolei leśnej Nowy Łupków-Cisna, trzy w ZGH Sabinów (później w KRŻ Stąporków), dwa na kolei Cukrowni Ostrowite, ponadto w cukrowniach Kruszwica i Dobre. Jeden był w Zakładzie Przemysłu Wapienniczego w Sulejowie (ZPW Sulejów). Zachowanych w Polsce jest 6 nieczynnych parowozów tego typu, z czego 3 w skansenie w Sochaczewie i 2 jako pomniki w Ostrowitem. 9 grudnia 2011 roku przywieziono do Cisnej należący dawniej do cukrowni Kruszwica parowóz Kp4-3772. 3 maja 2012 roku rozpoczął on służbę na kolejce bieszczadzkiej.
Poza Polską, lokomotywy tej serii, różniące się detalami, produkowano w:
- ZSRR – P24 (9 sztuk) i po wojnie WP1 (ВП1, 620 sztuki), WP2 (400-500 szt.) i WP4 (1200-1300 szt.) Wotkińskiego Zawodu[6],
- Finlandii – PT4 (ПТ4, 564 sztuki dostarczone jako reparacje wojenne) i Kf4 (Кф4, 20 sztuk) w zakładach Lokomo i innych
- Czechosłowacji – Kcz4 (Кч4, 424 sztuki) w zakładach Skoda
- na Węgrzech – Kw4 (Кв4, 240 sztuk) w zakładach Ganz Mavag.

Zdecydowana większość lokomotyw trafiła do ZSRR, gdzie były głównie używane na kolejach przemysłowych. Ponadto, od 1960 ich masową produkcję na własne potrzeby podjęto w Chinach, trwającą aż do 1987. Ogółem lokomotyw tej serii zbudowano około 5100, przez co stała się ona najliczniejszą serią parowozów wąskotorowych na świecie.
Zachowane egzemplarzy.
- Kp4-1 – pomnik, Rypin.
- Kp4-1257 – eksponat, Cisna-Majdan.
- Kp4-3760 – eksponat, Muzeum Kolei Wąskotorowej Sochaczew.
- Kp4-3761 – eksponat, Muzeum Kolei Wąskotorowej Sochaczew.
- Kp4-3772 – czynny, Bieszczadzka Kolej Leśna (wyremontowany w 2021 r. przez Zakład Utrzymania i Napraw Taboru Zabytkowego „Skansen” Chabówka),
- Kp4-15346 – czeka na remont, Ostrowite Rypińskie.